# 宇陀川
宇陀川（うだがわ）は、主に奈良県宇陀市を流れる淀川水系の河川。

## 地理
奈良県宇陀市大宇陀宮奥付近に源を発し北流。多くの支流を集め、三本松駅付近で近鉄大阪線と交差し県境を越え、三重県名張市黒田と名張市箕曲中村の境界で名張川に合流する。

## 流域の自治体
奈良県
宇陀市
三重県
名張市

## 主な支流および河川施設
括弧内は、合流地点または施設の所在地
- 宮奥ダム（奈良県宇陀市大宇陀宮奥）
- 中山川（宇陀市大宇陀野依）
- 笠間川（宇陀市榛原篠楽）
- 芳野川（宇陀市榛原下井足）
- 川（宇陀市榛原萩原）
- 内牧川（宇陀市榛原檜牧）
- 子供のもり公園（宇陀市榛原檜牧）
- 荷阪川（宇陀市榛原檜牧）
- 川（宇陀市榛原山辺三、室生湖）
- 深谷川（宇陀市室生大野、室生湖）
- 室生ダム（宇陀市室生大野）
- 室生川（宇陀市室生大野）
- 川（宇陀市室生三本松）
- 阿清水川（三重県名張市安部田）
- 滝川（名張市安部田/名張市赤目町丈六）

## 並行する交通

### 鉄道
- 近鉄大阪線（榛原駅～名張駅間）

### 道路
- 国道165号